# Kurt Calleja
Kurt Calleja (5. svibnja 1987.) malteški je pjevač najpoznatiji kao predstavnik Malte na Eurosongu 2012. s pjesmom "This is the Night". 
Isprva pjevanje nije shvaćao odviše ozbiljno, ali se 2005. intenzivno posvetio glazbenoj karijeri. Jedno je vrijeme boravio u Engleskoj gdje je radio kao stjuard, ali je paralelno svirao klavir i pjevao po restoranima i barovima. Kada se vratio u Maltu, prvo je pjevao kao back vokal da bi kasnije započeo samostalnu karijeru. 
U izlučnom natjecanju za Eurosong sudjelovao je ukupno 3 puta. Prvi put 2010., kada je s Priscillom Psaila otpjevao pjesmu "Waterfall". Prošao je polufinale, ali u finalu nije imao uspjeha. Godine 2011., s pjesmom "Over and Over" također ulazi u polufinale, ali u finalu završava na 3. mjestu. Tek je 2012., s pjesmom "This is the Night", ostvario pobjedu i izborio nastup na Eurosongu. U polufinalu je bio 7. sa 70 bodova, da bi u finalu, s 41. bodom, bio na 21. mjestu.

## Diskografija

### Singlovi
- 2010 - "Waterfall"
- 2011 - "Over and Over"
- 2012 - "This Is the Night"
- 2012 - "Boomerang"
- 2013 - "Leap Of Faith"
- 2013 - "Love on Mars"